# Shangwujiang Yaozuxiang (ort i Kina, Hunan Sheng, lat 25,85, long 111,75)
Shangwujiang Yaozuxiang (kinesiska: 上梧江瑶族乡) är en ort i Kina. Den ligger i provinsen Hunan, i den södra delen av landet, omkring 290 kilometer sydväst om provinshuvudstaden Changsha. Antalet invånare är 10 587. Befolkningen består av 4 927 kvinnor och 5 660 män. Barn under 15 år utgör 18,0 %, vuxna 15-64 år 72 %, och äldre över 65 år 9,0 %.
Runt Shangwujiang Yaozuxiang är det ganska tätbefolkat, med 100 invånare per kvadratkilometer. Närmaste större samhälle är Qingshuiqiaozhen, 19,4 km öster om Shangwujiang Yaozuxiang. I omgivningarna runt Shangwujiang Yaozuxiang växer i huvudsak blandskog.
Genomsnittlig årsnederbörd är 1 966 millimeter. Den regnigaste månaden är april, med i genomsnitt 291 mm nederbörd, och den torraste är oktober, med 41 mm nederbörd.